# L'amore (Cosmo)
L'amore è un singolo del cantautore italiano Cosmo, pubblicato il 19 ottobre 2018 come quarto estratto dall'album in studio Cosmotronic.

## Tracce
1. L'amore – 5:05